# Aortitis
Aortitis es la inflamación de la arteria aorta. Este vaso se caracteriza por tener una presión sanguínea muy alta y cualquier defecto en sus paredes puede degenerar en serias complicaciones para la vida del paciente, como por ejemplo una aneurisma.

## Causas
Esta inflamación es originada por las siguientes causas: trauma, infección viral, algunos desórdenes inmunológicos e infecciones bacterianas (especialmente la sífilis)

## Tratamiento
Su tratamiento comienza por este orden: detener la inflamación, tratar las posibles complicaciones, prevenir y monitorizar cualquier reaparición de la enfermedad

## Pronóstico
Si no se trata, la enfermedad evoluciona por tres fases:
- Fase 1: inflamatoria precoz.
- Fase 2: inflamación vascular con dolor secundario y sensibilidad en la zona afectada.
- Fase 3: síntomas de isquemia y dolor asociado en el uso de las extremidades. Estas se suelen encontrar frías y pegajosas en esta fase.